# Blue World (Super Junior)
Blue World è un singolo del gruppo musicale sudcoreano Super Junior, pubblicato l'11 dicembre 2013.

## Tracce
1. Blue World – 3:24
2. Candy – 3:25
3. Blue World (Less Vocal) – 3:24
4. Candy (Less Vocal) – 3:25